# ملك علي تبة
ملك علي تبة (بالفارسية: ملک‌علی‌تپه) هي قرية تقع في غلستان في إيران. يقدر عدد سكانها بـ 2,342 نسمة .